# Cognomi arabi

La tughra (firma stilizzata) di Mahmud II dell'Impero ottomano. Influenzati dalla cultura calligrafica araba, i Sultani ottomani avevano riprodotto i loro nomi e i loro titoli in modo altamente artistico e simbolico. La tughra dice: "Mahmud Han bin Abdulhamid muzaffer daiman" ("Mahmud Khan figlio di Abdulhamid, il sempre vittorioso")

I cognomi arabi, turchi e persiani, come quelli di altri popoli originari del Vicino e Medio Oriente, cominciano a essere utilizzati in alcuni paesi solo verso il XVIII secolo, per influenza occidentale. La persona veniva identificata (e tuttora questo avviene in molti Paesi arabi) dal solo nome proprio di persona (ism), al quale potevano essere attribuiti vezzeggiativi in ambito familiare o amicale (ad esempio Mamadù per Muhammad). All'ism seguiva il patronimico (nasab), e il tutto si concludeva il più delle volte con l'aggiunta di epiteti circa la provenienza geografica, l'appartenenza a una scuola di pensiero (nisba) o le caratteristiche fisiche o psicologiche della persona ovvero il mestiere esercitato (laqab).

## L'opinione di Giovanni Battista Rampoldi
Lo storico e orientalista dilettante Giovanni Battista Rampoldi scriveva all'inizio dell'Ottocento, nelle note alla sua opera "Annali Musulmani":
Nei discorsi famigliari viene talvolta indicato soltanto il nome del padre, come Ebn Hashem o Ebn Ahmed, cioè il figlio di Hashem, il figlio di Ahmed.

Talvolta per maggiormente distinguersi da un altro che possa avere lo stesso nome, si assume il nome del proprio figlio primogenito. Maometto viene anche chiamato Abu 'l Kassem, cioè il Padre di Kassem.»
Rampoldi testimonia che i Turchi avessero la possibilità di farsi anche chiamare col nome della madre preceduto da Ebn (figlio di).
Da tutto ciò si evince che la parola araba ebn o ben, che si pronuncia ibn o bin, significa figlio, lo stesso significato di zadè in persiano ed ougli o ouglou in turco.

Ebn al femminile fa bint, ed al plurale beni, banu o bueno, con parole che significano pure una famiglia, una discendenza, una tribù.

Ebn, da cui gli Ebrei e dopo i Cristiani derivarono Aven , entra talvolta fra i soprannomi arabi, come la parola Abu, che significa padre; Ebn Sina è il nome del celebre Avicenna, ed Aven Rosched è chiamato da noi Averroe; il primo dei Kaliffi è noto sotto il nome di Abu 'l Bekr, cioè il Padre della Vergine.»

### Usi diversi di Ab (Abū)
Rampoldi scrive al riguardo:
Ab in lingua persiana significa acqua, fontana, fiume, e questa parola sovente è suffisso o prefisso nei nomi propri . Abamu, detto volgarmente Abiamu è il fiume Oxo (nome antico di Amu Darya); Nilab è il fiume Nilo dell'Indostan, poiché il fiume Nilo che scorre in Egitto si chiama anche Pengiab, (i cinque fiumi), dato che sgorga da cinque differenti sorgenti.»

### Aristocrazia
continua Rampoldi:
Talvolta assumono il titolo di Kara, il nero; Kodjea, il vecchio; Semiz, il grasso o il grosso; Thawil, il lungo ed anche il grande; Thopal, lo zoppo; Ahval il guercio; Dely, il pazzo, ecc.; parole che si prendono spesso nel senso di saggio, di astuto, di prudente, di coraggioso.
I principi però, sprezzando simili epiteti, preferiscono i nomi Al Kebir, Al Kanuni, Al Adhel, cioè il grande, il legislatore, il giusto; alcune volte sono pure chiamati Assad Al'lah, il leone di Dio; Rukhno'ddin, la rocca, o fortezza della religione; Emad al doulat, l'appoggio o il sostegno dello Stato; Dhul-riasato'ddin, il possessore dei due comandi, cioè lo spirituale ed il temporale; Saddik Al’lah, il testimonio di Dio.
Ma alcune volte a questi enfatici titoli vengono aggiunti da un certo spirito d'indipendenza, che sovente regna fra i maomettani, gli epiteti Al Fassik, Al Keavor, Al Imar, Al Mesth, cioè l'impudico, l'infedele, l'asino, l'ubriacone e simili.»

### Inopportunità della traslitterazione in italiano
A sostegno di ciò Rampoldi scrive:
Infatti, come mai in un’opera di questa natura si potrebbe dire un Molto desiderato, un Lodato, il Padre della vergine, il Figlio di Gesù, lo Schiavo di Dio, e simili nomi, per indicare un Ahmed, un Hamad, un Abu 'l Bekr, un Ebn Issa, un Abd Al'lah?
O pure si italianizzeranno col chiamarli: Amedo, Amado, Abubecro, Avenissa, Abdallo, come taluni scrissero Ibraimo per Ibrahim, Nasulo per Nasuh, Solimano per Suleyman, che si dovrebbero propriamente tradurre Abramo, Beniamino, Salomone, che sono i veri nomi in arabo di quei patriarchi degli Ebrei, e del loro sapiente monarca.
E come tradurre i nomi di Seif al doulat, Baha'al din, Salah al din, Timur-lenk ecc., che significano: Spada dello stato, Ornamento della religione, Santo della fede, Ferro-zoppo? 

Crederei quindi mancare all'oggetto per cui si scrive la storia, se, come alcuni fecero, dicessi: Seifodone Bahadino, Saladino, Timurleno o Tamerlano.
Sarebbe dunque, io lo ripeto, un voler confondere la storia e renderla totalmente oscura, se si volesse letteralmente tradurre tutti i nomi orientali, come sarebbe cosa non ben fatta il malamente tradurli. 

Per convincere maggiormente il lettore, mi basti soltanto il dire che Timur-lenk tradotto per Timurleno o Tamerlano , è in verun (nessun) modo confacente ad indicare la qualità personale di questo conquistatore.
Timur è il suo vero nome, che in idioma tartaro denota ferro; l'epiteto di lenk significa zoppo: col dire Tamerlano, non si pronuncia il suo vero nome, né si indica il difetto della sua persona: da tutte le storie orientali, in qualunque idioma siano esse scritte, questo tartaro è fatto conoscere col solo nome di Timur-lenk.
Per le indicate ragioni, e per altre molte che si potrebbero addurre, i nomi propri delle persone, non che i loro titoli o soprannomi, saranno dunque conservati in quest'opera secondo l'ortografia orientale, a riserva del nome del profeta arabo, troppo facile a confondersi coi tanti altri, che portano un simil nome, cioè di Muhammed, che letteralmente significa colmo di gloria, e di alcune poche altre parole, come Kaliffo per Khalifah, Musulmano per Muslemin, il Korano per Al Koran, Egira per Hojera.
E siccome poi da taluni si tradusse Visir, Muftī, Bassà, Caimacan, Schac e simili voci, che propriamente non sono né arabe né turche né persiane, così pure si è creduto di lasciare la vera loro ortografia , che è Wazir, Moufty, Paschà, Kaimekam, Schah.
Benché poi nell’alfabeto italiano non si trovi la lettera k, pure non ho saputo distogliermi dall'impiegarla nelle parole Kaʿba, Korano, Kaliffo, Khan, Kairo, Kaffa, Krimea, ed in qualche altra simile, per far conoscere la loro primitiva ed originale derivazione, onde attenermi più che sia fattibile al testo arabo o ad altra lingua orientale.»
Occorre però prendere atto che nella lingua italiana moderna sono entrate a far parte comunque certe traslitterazioni come ad esempio: Cairo, Crimea, Califfo, Califfato, Corano, Visir, Musulmano, Scià, Pascià, Mufti, Averroè, Avicenna, Solimano, Saladino, Tamerlano... come tante altre testimonianze dell'influenza della dominazione araba e ottomana, o comunque dei rapporti con queste culture.